# Anglian Motor Company

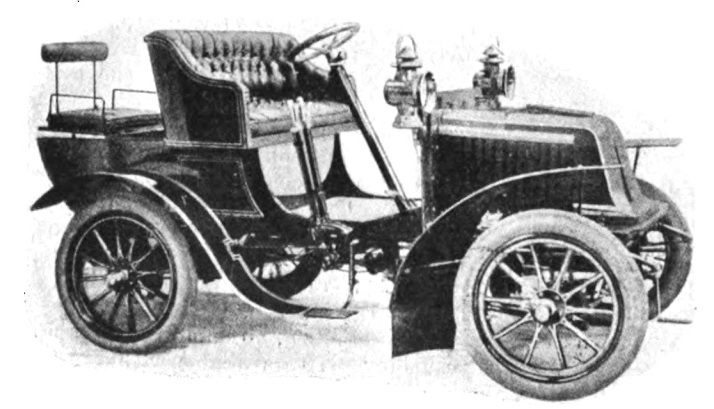
Anglian 9 HP (1904)

Anglian Motor Company war ein britischer Hersteller von Motorrädern und Automobilen.

## Unternehmensgeschichte
Das Unternehmen aus Beccles begann 1903 mit der Produktion von Motorrädern. Der Markenname lautete Anglian. Ab 1903 oder 1904 entstanden auch Automobile.
1912 endete die Produktion.

## Fahrzeuge
Im Angebot standen Motorräder und dreirädrige Automobile. Einbaumotoren verschiedener Hersteller wie Blumfield, De Dion-Bouton, Fafnir, J.A.P., Motor Manufacturing Company und Saroléa trieben die Fahrzeuge an.
Der 9 HP von 1904 wurde mit einem Einzylindermotor von De Dion-Bouton angetrieben. Eines dieser Fahrzeuge nahm an den Light Car Reliability Trials in Herefordshire (GB) vom 29. August bis 3. September 1904 teil.